# Liste des centrales électriques en Éthiopie
 (mai 2023).
Cette page répertorie les centrales électriques en Éthiopie.

## Precisions
La liste à jour en septembre 2017 répertorie les centrales électriques opérationnelles ainsi que celles en construction ou en projet.
Les listes sont issues d'une enquête sur les journaux, les documents et les rapports de la Banque mondiale, y compris l'EEP. Les principaux documents pour les centrales en phase de planification sur cette page proviennent de l' Ethiopian Power System Expansion Master Plan Study, EEP 2014 et du Ethiopian Geothermal Power System Master Plan, JICA 2015 .

## Contexte
En raison des conditions favorables en Éthiopie ( énergie hydraulique, éolienne, photovoltaïque, géothermie ) pour la production d'électricité, le pays évite d'exploiter et d'importer  des combustibles fossiles. L'Éthiopie étant un pays en développement  la demande d'électricité augmente de 30% chaque année incitant à la construction de centrales électriques .
En 2014, l'Éthiopie avait - selon une estimation de la CIA - une production annuelle d'électricité de 9,5   TWh et était en position 101 dans le monde. La capacité totale installée était de ~ 2,4   GW e (position 104). En juillet 2017, le pays avait une capacité installée totale de ~ 4,3   GW e et une production annuelle d'électricité de 12,5   TWh. En 2017, l'hydroélectricité représente 89,5% de la puissance installée et 93,4% de la production annuelle d'électricité.
Une liste complète de toutes les centrales électriques éthiopiennes ICS a été publiée par l'Ethiopian Electric Power (EEP) en septembre 2017  

## Liste de centrales par type d'énergie

### Énergies renouvelables

#### Hydroélectricité
| ICS Power plant           | Coordonnées                               | River             | Drainage Bassin | Installée capacité (MW) | Facteur de charge(2016/2017) | Total reservoir [km3] | Hauter [m] Hydroélectricité au fil de l'eau | Irrigation area [km2] | Operationnel | Statut                                    | Notes                                                    |
| ------------------------- | ----------------------------------------- | ----------------- | --------------- | ----------------------- | ---------------------------- | --------------------- | ------------------------------------------- | --------------------- | ------------ | ----------------------------------------- | -------------------------------------------------------- |
| Aba Samuel                | 8°47′17″N 38°42′22″E / 8.788°N 38.706°E   | Akaki             | Afar Triangle   | 6.6                     | 0.25                         | 0.035                 | 22                                          | no                    | 1932         |                                           | Rehabilitation 1970 - 2016                               |
| Koka (Awash I)            | 8°28′05″N 39°09′22″E / 8.468°N 39.156°E   | Awash             | Afar Triangle   | 43                      | 0.23                         | 1.9                   | 47                                          | no                    | 1960         |                                           |                                                          |
| Awash II+III              | 8°23′35″N 39°21′07″E / 8.393°N 39.352°E   | Awash             | Afar Triangle   | 64                      | 0.21                         | river                 | run-of-river                                | no                    | 1966 1971    |                                           |                                                          |
| Fincha                    | 9°33′40″N 37°24′47″E / 9.561°N 37.413°E   | Fincha            | Nile            | 134                     | 0.63                         | 0.65                  | 20                                          | no                    | 1973         |                                           |                                                          |
| Fincha Amerti Neshe (FAN) | 9°47′20″N 37°16′08″E / 9.789°N 37.269°E   | Amerti / Neshe    | Nile            | 95                      | 0.13                         | 0.19                  | 38                                          | 127                   | 2011         |                                           |                                                          |
| Gilgel Gibe I             | 7°49′52″N 37°19′19″E / 7.831°N 37.322°E   | Gilgel Gibe       | Turkana Basin   | 184                     | 0.43                         | 0.92                  | 40                                          | no                    | 2004         |                                           | cascade with Gilgel Gibe II                              |
| Gilgel Gibe II            | 7°45′25″N 37°33′43″E / 7.757°N 37.562°E   | Gilgel Gibe / Omo | Turkana Basin   | 420                     | 0.41                         | diversion weir        | 46.5                                        | no                    | 2010         |                                           | En cascade avec Gilgel Gibe I                            |
| Gilgel Gibe III           | 6°50′38″N 37°18′04″E / 6.844°N 37.301°E   | Omo               | Turkana Basin   | 1,870                   | 0.30                         | 14.7                  | 243                                         | no                    | 2016         |                                           | En cascade avec Koysha                                   |
| Koysha                    | 6°35′02″N 36°33′54″E / 6.584°N 36.565°E   | Omo               | Turkana Basin   | (2,160)                 | (0.34)                       | 6                     | 179                                         | no                    |              | under construction                        | En cascade avec Gilgel Gibe III                          |
| Melka Wakena              | 7°13′30″N 39°27′43″E / 7.225°N 39.462°E   | Shebelle          | Shebelle        | 153                     | 0.30                         | 0.75                  | 42                                          | no                    | 1989         |                                           |                                                          |
| Tana Beles                | 11°49′N 36°55′E / 11.82°N 36.92°E         | Beles             | Nile            | 460                     | 0.61                         | 9.1                   | floodgates                                  | 1,400                 | 2010         |                                           |                                                          |
| Tekeze                    | 13°20′53″N 38°44′31″E / 13.348°N 38.742°E | Tekeze            | Nile            | 300                     | 0.26                         | 9.3                   | 188                                         | no                    | 2010         |                                           |                                                          |
| Tis Abay I+II             | 11°29′10″N 37°35′13″E / 11.486°N 37.587°E | Blue Nile         | Nile            | 84.4                    | 0.015                        | river                 | run-of-river                                | no                    | 1953 2001    |                                           |                                                          |
| GERD Hidase               | 11°12′50″N 35°05′20″E / 11.214°N 35.089°E | Blue Nile         | Nile            | (6,450)                 | (0.28)                       | 74                    | 155                                         | no                    |              | under construction, 65% complete (4/2018) | En cascade avec le Barrage de Roseires                   |
| Genale Dawa III           | 5°30′36″N 39°43′05″E / 5.51°N 39.718°E    | Ganale            | Jubba           | 254                     | 0                            | 2.6                   | 110                                         | no                    | 2017         |                                           | En cascade avec Genale Dawa VI                           |
| Genale Dawa VI            | 5°41′N 40°56′E / 5.68°N 40.93°E           | Ganale            | Jubba           | (257)                   | (0.67)                       | 0.18                  | 39                                          | 270                   |              | En projet                                 | En cascade avec Genale Dawa III Partenariat public-privé |
| Geba I+II                 | 8°12′40″N 36°04′23″E / 8.211°N 36.073°E   | Gebba             | Nile            | (385)                   | (0.52)                       | 1.4                   | 46 70                                       | 4,800                 |              | En projet                                 |                                                          |
| Total                     |                                           |                   |                 | 13,320                  |                              |                       |                                             |                       |              |                                           |                                                          |
| Total opérationnel        |                                           |                   |                 | 4,068                   |                              |                       |                                             |                       |              |                                           |                                                          |

#### Parcs éoliens
Selon The Wind Power, le nombre de parcs éoliens en activité (juillet 2017) est de trois. Tous ces parcs éoliens alimentent le réseau national, ce sont des centrales ICS.
| Parc éolien        | Emplacement     | Coordonnées                               | installée Capacité (MW ) | Facteur de capacité (2016/2017) | Turbines | Opérationnel | Remarques                          |
| ------------------ | --------------- | ----------------------------------------- | ------------------------ | ------------------------------- | -------- | ------------ | ---------------------------------- |
| Adama I            | Adama           | 8°33′50″N 39°14′06″E / 8.564°N 39.235°E   | 51                       | 0,30                            | 34       | 2012         |                                    |
| Adama II           | Adama           | 8°33′50″N 39°14′06″E / 8.564°N 39.235°E   | 153                      | 0,32                            | 102      | 2015         |                                    |
| Ashegoda           | Hintalo Wajirat | 13°25′30″N 39°31′23″E / 13.425°N 39.523°E | 120                      | 0,21                            | 84       | 2013         |                                    |
| Ayisha I           | Ayisha          | 10°45′14″N 42°35′06″E / 10.754°N 42.585°E | (120)                    | (0,34)                          | 80       |              | En construction                    |
| Ayisha II          | Ayisha          | 10°45′14″N 42°35′06″E / 10.754°N 42.585°E | (120)                    | (0,41)                          | 48       |              | En construction; Ayisha III suivra |
| Total              |                 |                                           | 564.18                   |                                 |          |              |                                    |
| Total opérationnel |                 |                                           | 324,18                   |                                 |          |              |                                    |

Ayisha I (120 MW  ), Ayisha II (120 MW ) et Ayisha III (60 MW  ) sont regroupés en une seule concession. Les trois seront en construction plus ou moins simultanément. La capacité totale installée sera de 300 MW.

#### Géothermie
Toutes les centrales géothermiques sont conçues pour être des centrales ICS.
| ICS Centrale électrique | Location      | Coordonnées                             | Capacité (MW) | Capacité (2016/2017) | Énergie (MW) | Turbine | Operationnel | Statut                        | Notes                                                                 |
| ----------------------- | ------------- | --------------------------------------- | ------------- | -------------------- | ------------ | ------- | ------------ | ----------------------------- | --------------------------------------------------------------------- |
| Aluto I                 | Aluto Langano | 7°47′20″N 38°47′38″E / 7.789°N 38.794°E | 7.3           | 0                    | 80           | 4       | 1998         | Mis en réserve                | Hors service la plupart du temps                                      |
| Aluto II                | Aluto Langano | 7°47′20″N 38°47′38″E / 7.789°N 38.794°E | (75)          | (0.8)                |              | 8       |              | Engagé dans la mise en œuvre  |                                                                       |
| Tendaho I               | Dubti         | 11°45′N 41°05′E / 11.75°N 41.09°E       | (10)          | (0.8)                |              | 6       |              | En construction               |                                                                       |
| Corbetti I              | Shashamane    | 7°11′N 38°26′E / 7.18°N 38.44°E         | (10)          | (0.8)                |              | 3-5     |              | En construction jusqu'en 2020 | Une concession de Corbetti I-III avec Tulu Moye I-IV (total ~1020 MW) |
| Corbetti II             | Shashamane    | 7°11′N 38°26′E / 7.18°N 38.44°E         | (50)          | (0.8)                |              | 9-13    |              | Projeté                       | Une concession de Corbetti I-III avec Tulu Moye I-IV (total ~1020 MW) |
| Tulu Moye I             | Arsi Zone     | 8°09′32″N 39°08′13″E / 8.159°N 39.137°E | (50)          | (0.90)               |              |         |              | En construction jusqu'en 2021 | Une concession de Corbetti I-III avec Tulu Moye I-IV (total ~1020 MW) |
| Total                   |               |                                         | 202.3         |                      |              |         |              |                               |                                                                       |
| Total operationnel      |               |                                         | 0             |                      |              |         |              |                               |                                                                       |

#### Parcs solaires
La production d'énergie à partir de l'énergie solaire en Éthiopie est limitée aux systèmes photovoltaïques, seuls les parcs solaires fonctionnant avec des cellules solaires à écran plat seront construits et exploités. L' Ethiopie est ses parcs solaires précisant la puissance nominale AC convertie MW ac au lieu de la base dc standard MW p.
| Parc solaire ICS | Emplacement | Coordonnées                             | Capacité installée (MW ) | Facteur de charge | Taille du parc (km²) | Opérationnel depuis | Statut                | Remarques        |
| ---------------- | ----------- | --------------------------------------- | ------------------------ | ----------------- | -------------------- | ------------------- | --------------------- | ---------------- |
| Metehara         | Metehara    | 8°57′50″N 39°54′40″E / 8.964°N 39.911°E | (100)                    | (0,32)            | (2.5)                |                     | projet mise en oeuvre | 1er parc solaire |

Aucune centrale solaire-thermique n'est prévue. Le premier grand parc solaire est considéré comme opérationnel d'ici 2019   Tous les parcs solaires seront exploités par des propriétaires privés dotés d'un contrat d'achat d'électricité à long terme.

#### Thermique
Les sources renouvelables pour les centrales thermiques comprennent les déchets agricoles, le bois et les déchets urbains. En bref: la biomasse. Il existe deux types de ces centrales thermiques en Éthiopie: 
1. Centrales thermiques à biomasse simples, toute l'électricité produite est exportée vers le réseau électrique.
2. Centrales thermiques à biomasse qui sont de la cogénération, c'est-à-dire des  centrales électriques captives rattachées à une usine, généralement une sucrerie, et l'électricité produite est consommée principalement par cette usine, seul le surplus est fourni au réseau national.

##### Thermique simple
| Centrale thermique ICS                                  | Emplacement | Coordonnées                                                                           | Carburant                          | Thermique (MW) | Installée capacité (MW) | Max. exportations nettes (MW ) | Capacité | Remarques |
| ------------------------------------------------------- | ----------- | ------------------------------------------------------------------------------------- | ---------------------------------- | -------------- | ----------------------- | ------------------------------ | -------- | --------- |
| Usine de valorisation énergétique des déchets de Reppie | Addis Ababa | 8°58′34″N 38°42′36″E / 8.976°N 38.710°E de l' 8°58′34″N 38°42′36″E / 8.976°N 38.710°E | déchets urbains, <br/> la biomasse | 110            | 50                      | 25                             | 0,845    |           |

##### Thermique de cogénération
La cogénération signifie que l'électricité est produite par une centrale électrique captive rattachée à une usine, généralement une sucrerie. L'électricité produite est consommée principalement par cette usine, seulement le surplus d'électricité est fourni au réseau national.
| ICS Centrale         | Location  | Coordonnées                               | Fuel       | Installé (MW) | Utilisation propre (MW) | Max. net export (MW) | Capacité | Statut                        | Notes        |
| -------------------- | --------- | ----------------------------------------- | ---------- | ------------- | ----------------------- | -------------------- | -------- | ----------------------------- | ------------ |
| Adi Gudem Industrial | Adi Gudem | 13°14′28″N 39°33′29″E / 13.241°N 39.558°E | gas (CCGT) | (500)         | (135)                   | (365)                |          | Construction démarrée en 2019 | IPP with PPA |
| Wonji-Shoa Sugar     | Adama     | 8°27′14″N 39°13′48″E / 8.454°N 39.230°E   | Bagasse    | 30            | 9                       | 21                   |          |                               |              |
| Metehara Sugar       | Metehara  | 8°50′02″N 39°55′19″E / 8.834°N 39.922°E   | Bagasse    | 9             | 9                       | 0                    |          |                               |              |
| Finchaa Sugar        | Fincha    | 9°47′31″N 37°25′16″E / 9.792°N 37.421°E   | Bagasse    | 30            | 18                      | 12                   |          |                               |              |
| Kessem Sugar         | Amibara   | 9°09′11″N 39°57′14″E / 9.153°N 39.954°E   | Bagasse    | 26            | 10                      | 16                   |          |                               |              |
| Tendaho Sugar        | Asaita    | 11°33′00″N 41°23′20″E / 11.550°N 41.389°E | Bagasse    | 60            | 22                      | 38                   |          |                               |              |
| Omo Kuraz I Sugar    | Kuraz     | 6°17′24″N 35°03′11″E / 6.290°N 35.053°E   | Bagasse    | (45)          | (16)                    | (29)                 |          | En construction               |              |
| Omo Kuraz II Sugar   | Kuraz     | 6°07′34″N 35°59′56″E / 6.126°N 35.999°E   | Bagasse    | 60            | 20                      | 40                   |          |                               |              |
| Omo Kuraz III Sugar  | Kuraz     | 6°07′34″N 35°59′56″E / 6.126°N 35.999°E   | Bagasse    | 60            | 20                      | 40                   |          |                               |              |
| Omo Kuraz V Sugar    | Kuraz     | 6°07′34″N 35°59′56″E / 6.126°N 35.999°E   | Bagasse    | (120)         | (40)                    | (80)                 |          | En construction               |              |
| Total                |           |                                           |            |               |                         | 647                  |          |                               |              |
| Total opérationnel   |           |                                           |            |               |                         | 167                  |          |                               |              |

La production de sucre et de bioéthanol à partir de feuilles de canne à sucre sur des déchets de biomasse: bagasse.
La bagasse étant disponible uniquement d'octobre à mai pendant et après la récolte de la canne à sucre, le fonctionnement des centrales et de leurs installations de cogénération est limité à ces seuls mois et le facteur de capacité des usines avoisine 0,5.

### Energies non renouvelables

#### Diesel
La liste contient les centrales ICS, avec une somme de 98,8   MW e de puissance installée. Ils sont tous alimentés au diesel : 
| Centrale électrique ICS | Emplacement | Coordonnées                               | Capacité (MW ) | Facteur de capacité (2016/2017) | Opérationnel depuis |
| ----------------------- | ----------- | ----------------------------------------- | -------------- | ------------------------------- | ------------------- |
| Dire Dawa (mu)          | Dire Dawa   | 9°37′37″N 41°48′11″E / 9.627°N 41.803°E   | 3.6            | 0,002                           | 1965                |
| Dire Dawa               | Dire Dawa   | 9°37′37″N 41°48′11″E / 9.627°N 41.803°E   | 40             | 0,00                            | 2004                |
| Adwa                    | Adwa        | 14°09′07″N 38°52′23″E / 14.152°N 38.873°E | 3.0            | 0,00                            | 1998                |
| Axum                    | Axum        | 14°07′19″N 38°42′32″E / 14.122°N 38.709°E | 3.2            | 0,00                            | 1975                |
| Awash 7 Kilo            | Inondé      | 9°00′07″N 40°10′37″E / 9.002°N 40.177°E   | 35             | 0,00                            | 2003                |
| Kaliti                  | Addis Ababa | 8°53′10″N 38°45′22″E / 8.886°N 38.756°E   | 14             | 0,00                            | 2003                |
| Total opérationnel      |             |                                           | 98,8           |                                 |                     |

La production d'électricité diesel coûte jusqu'à 10 fois plus cher que l'hydroélectricité et n'est utilisée qu'en cas d'urgence ou lorsque aucune autre option n'est disponible. En 2016/2017, le facteur de capacité était de ~ 0,00, ce qui indique que le réseau électrique avait suffisamment de réserves et ne nécessitait pas de production d'électricité à partir de diesel.

## Listes de centrales SCS
Les centrales électriques SCS sont traitées dans les régions éthiopiennes ou par des institutions privées et non plus par le gouvernement fédéral (les dernières données fédérales datent de 2015), ce qui rend quelque peu difficile leur énumération. Les centrales électriques SCS n'ont souvent de sens que dans les zones sans accès au réseau national, en raison du coût total de l'électricité souvent plus élevé par rapport aux centrales électriques ICS.

### Énergies renouvelables

#### Hydroélectricité
La liste n'est certainement pas complète.
| Centrale SCS       | Emplacement                            | Rivière        | Drainage Bassin   | Type                             | Puissance installée (kW) | Facteur de charge (2016/2017) | Opérationnel depuis | Remarques                 |
| ------------------ | -------------------------------------- | -------------- | ----------------- | -------------------------------- | ------------------------ | ----------------------------- | ------------------- | ------------------------- |
| Sor                | 8°23′53″N 35°26′24″E / 8.398°N 35.44°E | Sor River      | Nil               | Hydroélectricité au fil de l'eau | 5.000                    | 0,49                          | 1990                | plus grand SCS            |
| Dembi              | au sud du village de Tepi              | Rivière Gilo   | Nil               | au fil de l'eau                  | 800                      |                               | 1991                | Réhabilitation après 2010 |
| Yadot              | Delo Menna woreda                      | Rivière Yadot  | Jubba             | au fil de l'eau                  | 350                      |                               | 1990                |                           |
| Hagara Sodicha     | Aleto Wendo woreda                     | Rivière Lalta  | La vallée du Rift | seuil                            | 55                       |                               | 2011                |                           |
| Gobecho I + II     | Bona woreda                            | Rivière Gange  | La vallée du Rift | seuil                            | 41                       |                               | 2010/11             |                           |
| Ererte             | Bona woreda                            | Rivière Ererte | La vallée du Rift | seuil                            | 33                       |                               | 2010                |                           |
| Leku               | Shebe Senbo woreda                     | Rivière Boru   | Nil               | seuil                            | 20                       |                               | 2016                |                           |
| Total opérationnel |                                        |                |                   |                                  | 6 299                    |                               |                     |                           |

Les centrales SCS répertoriées ont une capacité totale de 6,3   ME e . Une extension de la centrale "Sor", la centrale "Sor 2" avec 5 autres   ME e pourrait être en construction, mais l'état d'avancement de ce projet n'est pas connu.
Les six premières éoliennes / génératrices (avec batterie tampon) ont été lancées, construites et fournies en 2016 par Ethio Resource Group, une société privée, qui a conclu un accord d'achat d'électricité avec le gouvernement éthiopien. Chaque turbine dessert un autre village et son propre micro-réseau, il n'y a pas de connexions entre les micro-réseaux et entre les turbines.
| Emplacement     | Turbines | Capacité installée [par turbine] | Capacité installée (kW) [par grille] | Capacité installée (kW) [total] | Capacité opérationnelle depuis | Remarques                              |
| --------------- | -------- | -------------------------------- | ------------------------------------ | ------------------------------- | ------------------------------ | -------------------------------------- |
| Menz Gera Midir | 6        | 1,6                              | 1,6                                  | 9,6                             | 2016                           | Les premières éoliennes SCS d'Ethiopie |

#### Solaire
Il existe environ 40 000 petites stations solaires domestiques hors réseau, principalement pour les ménages livrant entre 25 et 100   W chacun. Pour 2020, il est prévu d'en avoir 400 000. En outre, une grande quantité de lanternes solaires sont en service, jusqu'à 3 600 000 sont prévues pour 2020 pour fournir un éclairage dans les endroits qui en ont besoin. Un nombre à deux chiffres d'initiatives privées en Éthiopie est financé à hauteur de 100 000 $ chacune par le biais du Power Africa et du Off-Grid Energy Challenge de la US African Development Foundation. Le plus grand est un 12   installation solaire kW.
| Station solaire SCS                      | Emplacement | Coordonnées                             | Capacité installée (kW ) | Facteur de charge | Opérationnel depuis | Remarques          |
| ---------------------------------------- | ----------- | --------------------------------------- | ------------------------ | ----------------- | ------------------- | ------------------ |
| Centrale solaire de l'hôpital de Wolisso | Wolisso     | 8°32′42″N 37°58′41″E / 8.545°N 37.978°E | 160                      |                   | 2018                | batterie tamponnée |

### Energies non renouvelables
Il y a beaucoup de petits systèmes diesel SCS opérationnels et hors réseau avec une somme de 20,65   MW de capacité installée dans toute l'Éthiopie (août 2017).

## Centrales projetées jusqu'en 2025

### Mix énergétique
En 2015, seulement 3,9% de l'objectif énergétique (énergie provenant de nouvelles centrales électriques) avait été atteint pour la période 2010-2015 en raison d'un manque de financement public.
Par conséquent, l'Éthiopie fait appel au des partenariats public-privé avec des producteurs indépendants d'électricité    
Les fourchettes de LCOE et de LCOE fournies ci-dessous sont données en dollars américains en 2012 et ont été déterminées en 2013-2015.
|                                      | Hydroélectricité | Géothermie énergie | Parcs éoliens | Parcs solaires | Cogénération avec de la biomasse | Cycle combiné turbines à gaz (CCGT) | Turbines à gaz | Diesel | Déchets en énergie |
| ------------------------------------ | ---------------- | ------------------ | ------------- | -------------- | -------------------------------- | ----------------------------------- | -------------- | ------ | ------------------ |
| Projeté supplémentaire Capacité [MW] | 9 893            | 3,412              | 1 500         | 700            | 420                              | 420                                 | 0              | 0      | 0                  |
| LCOE [$ / kWh]                       | 0,02–0,11        | 0,05–0,11          | 0,08–0,11     | 0,12           | 0.11–0.12                        | 0,11                                | 0,135          | 0,21   | 0,245              |
| Facteur de charge                    | 0,2–0,92         | 0,9                | 0,26–0,34     | 0,2–0,3        | 0,2–0,3                          | 0,88                                | 0,9            | 0,84   | 0,85               |

La liste ci-dessus montre la capacité installée attendue (en MW e ) pour les gammes LCOE données pour l'année 2025.
Une répartition  entre les investisseurs publics et privés est prévue, IPP construisant et exploitant les centrales électriques pendant 20 à 25 ans via PPA: 
|              | Hydroélectricité | Géothermie énergie | Parcs éoliens | Parcs solaires | Cogénération avec de la biomasse | Cycle combiné turbines à gaz (CCGT) |
| ------------ | ---------------- | ------------------ | ------------- | -------------- | -------------------------------- | ----------------------------------- |
| Privé (IPP)  | 50%              | 100%               | 70%           | 100%           | 70%                              | ?                                   |
| Public (EEP) | 50%              | 0                  | 30%           | 0              | 30%                              | ?                                   |

### Centrales électriques candidates
Le tableau ci-dessous présente les centrales électriques candidates à la construction, commandées pour leur LCOE (sur la base des valeurs de 2012). .
La plupart des entrées provenaient de l' Ethiopian Power System Expansion Master Plan Study, EEP 2014 et du Ethiopian Geothermal Power System Master Plan, JICA 2015 . Un petit nombre de raffinements est venu des appels d'offres publiés (comme pour la centrale électrique Upper Dabus) et des études de faisabilité qui sont arrivées après 2014 (comme pour la centrale hydroélectrique TAMS). Pour les centrales solaires, des documents de l'initiative Scaling Solar de la Banque mondiale ont également été utilisés.
| Centrale électrique | Location            | Coordonnées                               | Type       | Drainage      | Capacité (MW) | Capacité totale | LCOE ($/kWh) | Spécification                           |
| ------------------- | ------------------- | ----------------------------------------- | ---------- | ------------- | ------------- | --------------- | ------------ | --------------------------------------- |
| Melka Sedi          | Amibara             | 9°14′13″N 40°08′06″E / 9.237°N 40.135°E   | biomass    |               | 137           | 0.9             |              | Input: Mesquite + Bagasse               |
| Bameza              | Guba, near GERD     | 11°13′19″N 35°04′55″E / 11.222°N 35.082°E | biomass    |               | 120           | 0.25            | 0.114        | input: wood                             |
| Wabi                | Wabe River          | 8°14′10″N 37°43′37″E / 8.236°N 37.727°E   | hydro      | Turkana Basin | 100–150       |                 |              | feasibility study in 2018               |
| Beko Abo            | Blue Nile River     | 10°21′54″N 36°34′16″E / 10.365°N 36.571°E | hydro      | Nile          | 935           | 0.81            | 0.026        | live storage: 1.2 km3                   |
| Genji               | Baro River          | 8°09′25″N 35°08′56″E / 8.157°N 35.149°E   | hydro      | Nile          | 216           | 0.49            | 0.029        | diversion weir                          |
| Upper Mendaya       | Blue Nile River     | 10°00′40″N 35°50′20″E / 10.011°N 35.839°E | hydro      | Nile          | 1,700         | 0.57            | 0.038        | live storage: 10.3 km3                  |
| Karadobi            | Blue Nile River     | 9°53′38″N 37°50′20″E / 9.894°N 37.839°E   | hydro      | Nile          | 1,600         | 0.56            | 0.044        | live storage: 18.7 km3                  |
| Geba I+II           | Geba River          | 8°12′40″N 36°04′23″E / 8.211°N 36.073°E   | hydro      | Nile          | 385           | 0.55            | 0.045        | live storage: 1.7 km3                   |
| Sor II              | Sor River           | 8°23′53″N 35°26′24″E / 8.398°N 35.44°E    | hydro      | Nile          | 5             | 0.92            | 0.058        | live storage: 0.3 km3                   |
| Upper Dabus I+II    | Dabus River         | 9°56′02″N 34°53′42″E / 9.934°N 34.895°E   | hydro      | Nile          | 798           | 0.51            | 0.058        | live storage: 2.6 km3                   |
| Tendaho II-IV       | Dubti               | 11°45′N 41°05′E / 11.75°N 41.09°E         | geothermal |               | 555           | 0.90            | 0.059        | T >240 °C steam                         |
| Aluto III+IV        | Aluto               | 7°47′20″N 38°47′38″E / 7.789°N 38.794°E   | geothermal |               | 160           | 0.90            | 0.059        | T >240 °C steam                         |
| Birbir I+II         | Birbir River        | 8°32′35″N 35°11′42″E / 8.543°N 35.195°E   | hydro      | Nile          | 564           | 0.70            | 0.059        | ive storage: 2.5 km3                    |
| Corbetti II-III     | Shashamane          | 7°11′N 38°26′E / 7.18°N 38.44°E           | geothermal |               | 500           | 0.90            | 0.059        | T >210 °C steam                         |
| Halele Werabesa     | River Gibe          | 8°22′52″N 37°23′28″E / 8.381°N 37.391°E   | hydro      | Turkana Basin | 424           | 0.54            | 0.061        | live storage: 5.7 km3                   |
| Chemoga Yeda I+II   | Debre Markos        | 10°17′10″N 37°43′37″E / 10.286°N 37.727°E | hydro      | Nile          | 280           | 0.45            | 0.067        | live storage: 0.5 km3                   |
| Genale Dawa V       | River Genale        | 5°23′42″N 40°26′17″E / 5.395°N 40.438°E   | hydro      | Jubba         | 146           | 0.66            | 0.067        | live storage: 0.1 km3                   |
| Abaya               | Middle Bilate River | 6°49′16″N 38°04′19″E / 6.821°N 38.072°E   | geothermal |               | 790           | 0.90            | 0.071        | T >210 °C steam                         |
| Boseti              | near Kone           | 8°46′48″N 39°49′44″E / 8.780°N 39.829°E   | geothermal |               | 265           | 0.90            | 0.072        | T >210 °C steam                         |
| TAMS                | Baro River          | 8°12′32″N 34°55′55″E / 8.209°N 34.932°E   | hydro      | Nile          | 1,700         | 0.39            | 0.073        | live storage: 4.8 km3                   |
| Meteka              | Meteka              | 9°52′01″N 40°31′01″E / 9.867°N 40.517°E   | geothermal |               | 130           | 0.90            | 0.073        | T >210 °C steam                         |
| Dofan               | Dulecha             | 9°21′N 40°08′E / 9.35°N 40.13°E           | geothermal |               | 86            | 0.90            | 0.078        | T >210 °C steam                         |
| Baro I+II           | Baro River          | 8°07′52″N 35°13′16″E / 8.131°N 35.221°E   | hydro      | Nile          | 645           | 0.46            | 0.083        | live storage: 1.0 km3                   |
| Lower Didessa       | Didessa River       | 9°28′44″N 35°58′12″E / 9.479°N 35.970°E   | hydro      | Nile          | 550           | 0.20            | 0.083        | live storage: 3.5 km3                   |
| Tekeze II           | Tekeze River        | 13°52′01″N 37°54′29″E / 13.867°N 37.908°E | hydro      | Nile          | 450           | 0.69            | 0.084        | live storage: 6.6 km3                   |
| Ayisha III-IV       | Ayisha              | 10°45′14″N 42°35′06″E / 10.754°N 42.585°E | wind       |               | 300           | 0.34            | 0.09         |                                         |
| Iteya               | Iteya               | 8°14′28″N 39°07′34″E / 8.241°N 39.126°E   | wind       |               | 600           | 0.32            | 0.09         | overlap with Assela and Tulu Moye areas |
| Mega Maji           | Mega                | 4°13′48″N 37°59′42″E / 4.230°N 37.995°E   | wind       |               | 100           | 0.34            | 0.095        |                                         |
| Debre Berhan        | Debre Berhan        | 9°53′53″N 37°43′19″E / 9.898°N 37.722°E   | wind       |               | 200           | 0.3             | 0.095        |                                         |
| Sululta             | Sululta             | 9°14′28″N 38°50′42″E / 9.241°N 38.845°E   | wind       |               | 100           | 0.26            | 0.095        |                                         |
| Dila                | Dila                | 5°51′14″N 38°15′54″E / 5.854°N 38.265°E   | wind       |               | 100           | 0.3             | 0.1          |                                         |
| Assela              | Assela              | 7°56′31″N 39°14′31″E / 7.942°N 39.242°E   | wind       |               | 100           | 0.28            | 0.1          | overlap with Iteya and Tulu Moye areas  |
| Tulu Moye II-IV     | Arsi Zone           | 8°09′32″N 39°08′13″E / 8.159°N 39.137°E   | geothermal |               | 470           | 0.90            | 0.104        | T ≥170 °C steam                         |
| Teo                 | Afar Zone 3         | 11°05′20″N 40°47′31″E / 11.089°N 40.792°E | geothermal |               | 9             | 0.90            | 0.104        | T >210 °C steam                         |
| Fantale             | Mount Fentale       | 8°58′01″N 39°54′00″E / 8.967°N 39.9°E     | geothermal |               | 120           | 0.90            | 0.105        | T ≥170 °C steam                         |
| Dallol              | Dallol volcano      | 14°14′31″N 40°18′00″E / 14.242°N 40.3°E   | geothermal |               | 44            | 0.90            | 0.108        | T >210 °C steam                         |
| Dama Ali            | Mount Dama Ali      | 11°16′59″N 41°37′59″E / 11.283°N 41.633°E | geothermal |               | 230           | 0.90            | 0.108        | T ≥170 °C steam                         |
| Calub               | Calub gas field     | 6°12′36″N 44°38′42″E / 6.210°N 44.645°E   | CCGT       |               | 420           | 0.88            | 0.109        | domestic natural gas                    |
| Nazareth            | Adama               | 8°30′11″N 39°19′23″E / 8.503°N 39.323°E   | geothermal |               | 33            | 0.90            | 0.109        | T ≥170 °C steam                         |
| Boina               | Alamata             | 13°00′N 40°09′E / 13.0°N 40.15°E          | geothermal |               | 100           | 0.90            | 0.111        | T ≥170 °C steam                         |
| Mek'ele             | Mek'ele             | 13°29′53″N 39°30′14″E / 13.498°N 39.504°E | solar      |               | 100           | 0.2             | 0.12         |                                         |
| Humera              | Humera              | 14°17′02″N 36°37′12″E / 14.284°N 36.620°E | solar      |               | 100           | 0.2             | 0.12         |                                         |
| Gad                 | Gad                 | 9°58′N 41°56′E / 9.96°N 41.93°E           | solar      |               | 125           | 0.2             | 0.12         | Scaling Solar Phase I                   |
| Hurso               | Hurso               | 9°36′43″N 41°32′10″E / 9.612°N 41.536°E   | solar      |               | 125           | 0.2             | 0.12         | Scaling Solar Phase II (proposed)       |
| Dicheto             | NW of Galafi        | 11°48′29″N 41°43′16″E / 11.808°N 41.721°E | solar      |               | 125           | 0.2             | 0.12         | Scaling Solar Phase I                   |
| Metema              | Metemma             | 12°57′07″N 36°10′23″E / 12.952°N 36.173°E | solar      |               | 125           | 0.2             | 0.12         | Scaling Solar Phase II (proposed)       |
| Weranso             | Weranso             | 11°18′07″N 40°31′41″E / 11.302°N 40.528°E | solar      |               | 150           | 0.2             | 0.12         |                                         |
| Welenchiti          | Welenchiti          | 8°38′20″N 39°26′42″E / 8.639°N 39.445°E   | solar      |               | 150           | 0.2             | 0.12         |                                         |
| Gojeb               | Gojeb River         | 7°14′13″N 36°51′14″E / 7.237°N 36.854°E   | hydro      | Turkana Basin | 150           | 0.48            | 0.127        | live storage: 1.0 km3                   |
| Aleltu East         | Aleltu River        | 9°45′43″N 38°58′16″E / 9.762°N 38.971°E   | hydro      | Nile          | 189           | 0.53            | 0.128        | live storage: 0.6 km3                   |
| Aleltu West         | Aleltu River        | 9°45′22″N 38°57′14″E / 9.756°N 38.954°E   | hydro      | Nile          | 265           | 0.46            | 0.149        | live storage: 0.6 km3                   |
| Wabi Shebele        | Shebelle River      | 7°29′10″N 42°06′04″E / 7.486°N 42.101°E   | hydro      | Shebelle      | 88            | 0.91            | 0.161        | live storage: 3.3 km3                   |
| Lower Dabus         | Dabus River         | 9°59′06″N 34°53′20″E / 9.985°N 34.889°E   | hydro      | Nile          | 250           | 0.29            | 0.177        | live storage: 1.4 km3                   |
| Total planned       |                     |                                           |            |               | 18,617        |                 |              |                                         |
| Total ≤0.11 $/kWh   |                     |                                           |            |               | 15,201        |                 |              |                                         |
| Total ≤0.08 $/kWh   |                     |                                           |            |               | 11,257        |                 |              |                                         |

## Transfert transfrontalier d'électricité
L'Éthiopie est membre du East Africa Power Pool. Les autres membres sont le Soudan, le Burundi, la RDC, l'Égypte, le Kenya, la Libye, le Rwanda, la Tanzanie et l'Ouganda. La ligne à haute tension Sodo – Moyale – Suswa est en cours de construction entre Sodo, en Éthiopie, et Suswa, au Kenya.